# Maesa acuminatissima
Maesa acuminatissima är en viveväxtart som beskrevs av Elmer Drew Merrill. Maesa acuminatissima ingår i släktet Maesa och familjen viveväxter. Inga underarter finns listade i Catalogue of Life.